# روسكو (موسيقي)
روسكو (بالإنجليزية: Roscoe) هو موسيقي أمريكي، ولد في 1983 في فيلادلفيا في الولايات المتحدة.

## وصلات خارجية
- الموقع الرسمي
- روسكو على موقع ميوزك برينز (الإنجليزية)
- روسكو على موقع ديسكوغز (الإنجليزية)